# Ghiacciaio Webb
Il ghiacciaio Webb è un ghiacciaio lungo circa 12 km situato nella regione centro-occidentale della Dipendenza di Ross, in Antartide. Il ghiacciaio, il cui punto più alto si trova a circa 1400 m s.l.m., si trova in particolare all'estremità nord-occidentale della valle di Barwick, tra il versante orientale della dorsale Willett, a ovest, e quello sud-occidentale della dorsale Clare, a nord, dove fluisce verso sud-est a partire da un nevaio situato a sud del picco Skew e scorrendo all'interno della sopraccitata valle fino a terminare in corrispondenza del lago Webb.

## Storia
Il ghiacciaio Webb è stato così battezzato dai membri della spedizione di ricerca antartica svolta dall'Università Victoria di Wellington nel 1958-59 in onore di P. N. Webb, un membro della spedizione che, assieme a B. C. McKelvey, aveva realizzato la prima esplorazione geologica di quest'area nel 1957-58.